# Валя-Шесій (Бучум, Алба)
Валя-Шесій (рум. Valea Șesii) — село у повіті Алба в Румунії. Входить до складу комуни Бучум.
Село розташоване на відстані 306 км на північний захід від Бухареста, 37 км на північний захід від Алба-Юлії, 64 км на південний захід від Клуж-Напоки.

## Населення
За даними перепису населення 2002 року у селі проживали 174 особи, усі — румуни. Усі жителі села рідною мовою назвали румунську.